# معاون رئیس‌جمهور فلسطین
معاون رئیس‌جمهور دولت فلسطین (عربی: نائب رئیس دولة فلسطین‎) پس از رئیس‌جمهور، دومین مقام عالی‌رتبه در قوه مجریه دولت فلسطین است و در خط جانشینی ریاست‌جمهوری رتبه اول را دارد. مانند سایر کشورهایی که معاون رئیس‌جمهور دارند، اگر رئیس‌جمهور فوت کند، استعفا دهد یا نتواند دوره خود را به پایان برساند، معاون رئیس‌جمهور رئیس‌جمهور می‌شود.
رئیس‌جمهور اختیار دارد معاون رئیس‌جمهور را از میان اعضای کمیته اجرایی، بر اساس پیشنهاد رئیس کمیته و با تأیید اعضای آن، منصوب کند. رئیس‌جمهور می‌تواند وظایفی را به معاون رئیس‌جمهور محول کند، آنها را از سمت خود برکنار کند یا استعفای آنها را بپذیرد.
این سمت در ۲۴ آوریل ۲۰۲۵، طی جلسه شورای مرکزی فلسطین، تأسیس شد. این تصمیم با رأی ۱۷۰ عضو حاضر، یک رأی مخالف و یک رأی ممتنع، تصویب شد. این انتخاب در ۲۶ آوریل طی جلسه کمیته اجرایی انجام شد، جایی که انتظار می‌رفت حسین الشیخ، دبیر فعلی، این سمت را به عهده بگیرد.

## فهرست معاونان رئیس‌جمهور (۲۰۲۵–اکنون)
| ردیف | پرتره | نام (زاده–درگذشت)      | مدت           | مدت         | مدت      | حزب سیاسی | رئیس‌جمهور  | مرجع  |
| ردیف | پرتره | نام (زاده–درگذشت)      | تاریخ شروع    | تاریخ پایان | مدت زمان | حزب سیاسی | رئیس‌جمهور  | مرجع  |
| ---- | ----- | ---------------------- | ------------- | ----------- | -------- | --------- | ---------- | ----- |
| ۱    |       | حسین الشیخ (زادهٔ ۱۹۶۰) | ۲۶ آوریل ۲۰۲۵ | متصدی امور  | ۱۰۹ روز  | فتح       | محمود عباس | [ ۶ ] |